# Bruno Sroka
Bruno Sroka (9 de junio de 1976) es un deportista francés que compitió en vela en la clase Formula Kite. Ganó una medalla de bronce en el Campeonato Mundial de Formula Kite de 2010.

## Palmarés internacional
| \| Campeonato Mundial \| Campeonato Mundial \| Campeonato Mundial \| Campeonato Mundial \| \| Año \| Lugar \| Medalla \| Clase \| \| ------------------ \| ------------------------------ \| ------------------ \| ------------------ \| \| 2010 \| San Francisco (Estados Unidos) \| Medalla de bronce \| Formula Kite \| |                                |                   |              |
| Campeonato Mundial |                                |                   |              |
| Año | Lugar                          | Medalla           | Clase        |
| 2010 | San Francisco (Estados Unidos) | Medalla de bronce | Formula Kite |